# مولود زهتاب
مولود زهتاب خواننده، مجری، گوینده رادیو و تلویزیون و گوینده برنامه‌های موسیقایی رادیویی دهه ۵۰ بود. او در سال ۱۳۵۰ برای ورود به رادیو در آزمونی با حضور ۸۰۰ نفر شرکت می‌کند و پذیرفته می‌شود و فعالیت خود را در رادیو با اجرای قطعات ادبی، شعر، خبر، محاوره و… شروع می‌کند. او که پس از انقلاب ۱۳۵۷ ایران را ترک می‌کند، فعالیت هنری خود را در خارج از کشور و با دیگر هنرمندان نظیر محمد حیدری، هایده و معین ادامه می‌دهد. در سال‌های ۱۳۶۷–۱۳۵۹ که جنگ ایران و عراق بود، صدای او از بخش فارسی رادیو بغداد پخش می‌شد. وی اکنون ساکن لس آنجلس می‌باشد. شهرت وی در زمینه دکلمه است.

## رادیو دریا
فعالیت ایستگاه رادیویی دریا در ۲۵ خرداد ۱۳۵۱ با روی آنتن رفتن این عبارات آغاز شده بود: «بر خط ساحل سبز، طنین دل‌نشین رادیو دریا را بشنوید. امسال همهٔ رادیوها رادیو دریاست». این رادیو که با الهام از «رادیو ساحل پراگ» در جمهوری چک کنونی و چکسلواکی سابق ایجاد شده بود به مسافران تابستانی شمال ایران اطلاعات لازم دربارهٔ آب و هوا، وضعیت جاده، نشانی مراکز اقامتی، تفریحی و درمانی را ارائه می‌داد و در کنار آن، پخش موسیقی و برنامه‌های تفریحی را در دستور کار خود داشت. به همین دلیل هم برنامه‌های این ایستگاه رادیویی عمدتاً با حضور هنرمندان تراز ملی تولید و اجرا می‌شد.
مولود زهتاب، حیدر صارمی، جمشید عدیلی، مولود کنعانی، منوچهر نوذری، ژاله علو، فریدون توفیقی، ایرج فهیمی، محمود امینی و محمود معلمیان از گویندگان رادیو دریا بودند. تهیه‌کننده این رادیو پیش از انقلاب شاهرخ نادری بود. نام هرمز شجاعی‌مهر نیز در بین گویندگان رادیو دریا طی مدت اندک فعالیت پس از انقلاب اسلامی نیز دیده می‌شود.

## سایر فعالیت‌ها
- گویندگی در در برنامه گل‌ها[۳]
- دکلمه در آلبوم ناشنیده‌ها اثری از هایده[۴][۵]
- دکلمه در آلبوم گل‌های رنگارنگ ستار و مهستی[۶]
- دکلمه اشعار در مجموعه گل‌های غربت هایده و معین
- اجرای برنامه بزرگداشت جهانبخش پازوکی؛ در ۱۵ سپتامبر ۲۰۱۱، به میزبانی فدراسیون یهودیان ایران، مراسم بزرگداشت جهانبخش پازوکی در تئاتر ویلشر ایبل لس آنجلس برگزار شد. در این برنامه، ارکستری به رهبری کاظم عالمی و خوانندگی خوانندگانی نظیر امید، هوشمند عقیلی، مارتیک، شهلا سرشار، پویا، ستار و… به اجرای آثاری از ساخته‌های جهانبخش پازوکی پرداختند.[۷]